# Ngày Sốt rét Thế giới
Ngày Sốt rét Thế giới, viết tắt là WMD (World Malaria Day) là ngày 25 tháng 4 được Tổ chức Y tế Thế giới (WHO) đề xuất và được Liên Hợp Quốc tán thành và ban hành kỷ niệm quốc tế hàng năm, thúc đẩy nỗ lực toàn cầu để kiểm soát bệnh sốt rét.
Trên toàn cầu, 3,3 tỷ người ở 106 quốc gia có nguy cơ mắc bệnh sốt rét. Năm 2012, bệnh sốt rét gây ra khoảng 627.000 ca tử vong, chủ yếu ở trẻ em châu Phi, châu Á, Mỹ Latin, và đến một mức độ thấp hơn Trung Đông và các bộ phận của châu Âu cũng đang bị ảnh hưởng.
Ngày Sốt rét thế giới xuất hiện khi những nỗ lực chống sốt rét diễn ra trên khắp lục địa châu Phi nhân ngày hành động "Ngày sốt rét châu Phi" (Africa Malaria Day).

## Lịch sử
Ngày Sốt rét Thế giới được Hội đồng Y tế Thế giới (World Health Assembly) của WHO phiên họp thứ 60 tháng 5 năm 2007 quyết định ban hành.
Ngày được thành lập để cung cấp "giáo dục và hiểu biết về bệnh sốt rét" và quảng bá truyền thông về "thực hiện quanh năm việc tăng cường các chiến lược quốc gia kiểm soát bệnh sốt rét, bao gồm cả các hoạt động dựa vào cộng đồng cho công tác phòng chống bệnh sốt rét và điều trị tại vùng đặc hữu.”